# Let's Get Free
Let's Get Free è il primo album in studio del gruppo musicale statunitense Dead Prez, pubblicato l'8 febbraio 2000 dalla Loud Records. Per il mercato europeo e britannico, la distribuzione è affidata alla Epic Records e  in Giappone alla Sony Music. Nel 2015, l'etichetta Get On Down lo ripubblica negli USA.
Al termine delle sedici canzoni presenti nel disco, le tracce dalla 17 alle 43 contengono ognuna quattro secondi di silenzio, portando alle tracce numero 44 e 45, due canzoni bonus non riportate sulla copertina e alle quali si fa riferimento solo tramite asterischi.

## Accoglienza
| Recensione                    | Giudizio |
| ----------------------------- | -------- |
| AllMusic                      | [ 1 ]    |
| RapReviews                    | [ 4 ]    |
| Chicago Sun-Times             | [ 5 ]    |
| Entertainment Weekly          | B        |
| NME                           | [ 7 ]    |
| Rolling Stone                 | [ 8 ]    |
| The Rolling Stone Album Guide | [ 9 ]    |
| The Source                    | [ 10 ]   |

Acclamato dalla critica fin dalla pubblicazione, Let's Get Free è stato definito «rivoluzionario» e un «ritorno al rap politicamente consapevole», portando il duo a essere paragonato ai Public Enemy e agli N.W.A. I testi dell'album eseguiti su basi scarse e derise da molti critici come «sottofondi musicali noiosi», basati su argomenti che vanno contro il sistema scolastico, il governo e la polizia sono lodati dalla critica. Il brano Hip-Hop è stato usato nel videogioco della EA Skate.
L'album riceve il plauso universale della critica. Matt Conaway gli assegna quattro stelle e mezzo su cinque per Allmusic e scrive: «[i Dead Prez] si assumono l'onere di rivitalizzare un genere che è stato apparentemente cancellato dalla coscienza collettiva. Portando l'attivismo sociale a nuovi livelli, Dead Prez è il gruppo hip-hop più rivoluzionario a emergere da quando i Public Enemy hanno perso il proprio pubblico e gli N.W.A. si sono sciolti.»
L'album entra nella Billboard 200 e raggiunge il quarto posto tra i prodotti indipendenti.

## Tracce
Musiche di Dead Prez, Headrush (tracce 2-6, 9-10), Lord Jamar (tracce 7, 12-13, 17-18), Kanye West (traccia 16).
1. Wolves (feat. Chairman Omali Yeshitela) – 2:16 (Dead Prez, Andrew Mair, Clayton Gavin, Lavonne Alfor, V. Williams)
2. I'm a African (feat. Indo & Abu) – 3:19 (Dead Prez, Andrew Mair, Clayton Gavin, Lavonne Alford, Hedrush)
3. They Schools (feat. Keanna Henson) – 5:06 (Dead Prez, Andrew Mair, Clayton Gavin, Lavonne Alford, Hedrush)
4. Hip-Hop – 3:33 (Dead Prez, Andrew Mair, Clayton Gavin, Lavonne Alford, Hedrush)
5. Police State (feat. Chairman Omali Yeshitela) – 3:40 (Dead Prez, Andrew Mair, Clayton Gavin, Lavonne Alford, Hedrush)
6. Behind Enemy Lines (feat. Divine, Ness & Toya) – 3:03 (Dead Prez, Andrew Mair, Clayton Gavin, Lavonne Alford, Hedrush)
7. Assassination – 2:01 (Dead Prez Lord Jamar, Clayton Gavin, Lavonne Alford, Lorenzo Dechalus)
8. Mind Sex (feat. Umi & Becca's Smoke and Candy Store) – 4:51 (Dead Prez, Clayton Gavin, Lavonne Alford)
9. We Want Freedom – 4:33 (Dead Prez, Andrew Mair, Clayton Gavin, Lavonne Alford, Hedrush)
10. Be Healthy (feat. Prodigy) – 2:34 (Dead Prez, Andrew Mair, Clayton Gavin, Lavonne Alford, Hedrush)
11. Discipline (feat. Dedan & Nimrud) – 1:37 (Dead Prez, Clayton Gavin, Lavonne Alford)
12. Psychology (feat. True Image & Umi) – 5:56 (Dead Prez, Lord Jamar)
13. Happiness – 3:48 (Dead Prez, Lord Jamar, Clayton Gavin, Lavonne Alford, Curtis Mayfield, Jean Claude Poke Oliver, Dechalus, Mary J. Blige, Puff Daddy)
14. Animal in Man – 4:31 (Dead Prez, Clayton Gavin, Lavonne Alford)
15. You'll Find a Way (Instrumental) – 3:13 (Dead Prez, Clayton Gavin, Lavonne Alford)
16. It's Bigger Than Hip-Hop (feat. Tahir) – 3:55 (Dead Prez, Clayton Gavin, Lavonne Alford, Kanye West)

Tracce bonus
1. Propaganda (feat. Becca's Smoke and Candy Store & Huey Newton) – 5:14 (Dead Prez, Clayton Gavin, Lavonne Alford, Dechalus, Lord Jamar)
2. The Pistol (feat. Maintain) – 4:27 (Dead Prez, Clayton Gavin, Lavonne Alford, Dechalus, Lord Jamar)

## Formazione
- Abu - cori
- Lamar Alford - compositore
- Laura Alford - compositrice
- Mark Batson	 - tastiere
- Mary J. Blige - compositrice
- Sean Cane - programmazione batteria
- Dead Prez - voci, produttori, direzione artistica
- Kerry DeBruce - direzione artistica
- Lorenzo Dechalus - compositore
- Chris Gavin - compositore
- Melvin Gibbs - basso
- Bernard Grubman - chitarra
- Hedrush - produttore
- Indo - cori
- Jamar - produttore
- Matt Life - produttore esecutivo
- Alan Mair - compositore
- Curtis Mayfield - compositore
- Mista Sinista - scratching
- Nastee - ingegnere audio
- Jean-Claude Olivier - compositore
- True Image - cori, voce aggiuntiva
- Umi - cori, voce aggiuntiva
- Blair Wells - ingegnere audio
- V. Williams - compositore

## Classifiche
| Classifica (2000) | Posizione massima |
| ----------------- | ----------------- |
| Stati Uniti       | 73                |